# Красная Звезда (Каморинское сельское поселение)
Красная Звезда — посёлок сельского типа в Каморинском сельском поселении Михайловского района Рязанской области России.
Населённый пункт возник в первые годы советской власти и был назван в духе идеологических представлений того времени. Красная Звезда — знак принадлежности к Красной, потом Советской Армии.

## Население
| 2010 |
| ---- |
| 2    |